# Furkan Akar
Pour les articles homonymes, voir Akar.
Furkan Akar est un patineur de vitesse sur piste courte turc.

## Biographie
Au cours de la saison de Coupe du monde de patinage de vitesse sur piste courte 2021-2022, il se place dix-septième du classement général du 1000 mètres.
Il participe aux épreuves de patinage de vitesse sur piste courte aux Jeux olympiques de 2022 sur le 1000 mètres. Il est le premier Turc à participer à ce sport au niveau olympique.